# Stadio Ivan Laljak-Ivić
Lo stadio Ivan Laljak-Ivić è uno stadio situato a Zaprešić in Croazia. È prevalentemente usato per incontri di calcio ed ospita le partite casalinghe dell'Inter Zaprešić. Lo stadio è stato inaugurato nel 1962 e ha una capacità di 5.228 posti a sedere.

## Storia
Lo stadio è stato costruito nel 1962 e nel 1987 è stata costruita la nuova tribuna est in occasione della XIV Universiade. Nel 2005, dopo che l'Inter Zaprešić chiuse al secondo posto il campionato di Prva hrvatska nogometna liga lo stadio fu dotato di un nuovo impianto di illuminazione. Tra il 2016 e il 2018 furono effettuati ulteriori lavori di ristrutturazione, con la ricostruzione dell'adiacente campo di allenamento e il rifacimento del campo principale in erba sintetica.
Il 14 dicembre 2019, in occasione dei 90 anni dalla fondazione dell'Inter Zaprešić, fu deciso di intitolare lo stadio a Ivan Laljak-Ivić, che era stato presidente del club nel periodo in cui era entrato per la prima volta nel massimo campionato croato e aveva vinto la Coppa di Croazia.